# Bundesstraße 424
Pour les articles homonymes, voir Route 424.
La Bundesstraße 424 est une Bundesstraße en deux parties du Land de Rhénanie-Palatinat.

## Géographie
La Bundesstraße 424 mène de la frontière de Schweyen, en France, à Hornbach, d'où elle suit la vallée de la rive droite de la Horn jusqu'à l'A 8 à la périphérie sud de Deux-Ponts.

## Histoire
La route de Strasbourg par Bitche à Deux-Ponts est déclarée route impériale n°80 le 16 décembre 1811. Quatre ans plus tard, les frontières changent en raison du Congrès de Vienne. Le Palatinat appartient au royaume de Bavière entre 1815 et 1918 puis à l'État libre de Bavière jusqu'en 1945. La bayerische Staatsstraße Nr. 33 part d'Einöd et mène par Deux-Ponts à Bitche.
Avant la construction de l'autoroute, la B 424 continuait à travers la ville jusqu'à la B 10. Depuis la construction d'une liaison routière directe du nœud autoroutier de Contwig par l'aéroport de Deux-Ponts jusqu'à Hornbach, la B 424 a perdu de son importance pour le trafic de poids lourds.
Dans les années 1960, cette route est classée Bundesstraße.

## Source
- (de) Cet article est partiellement ou en totalité issu de l’article de Wikipédia en allemand intitulé « Bundesstraße 424 » (voir la liste des auteurs).

1. ↑  (de) « Die Bundes- und Reichsstraßen in Deutschland - Nr. ab 399 » [archive du 15 octobre 2008], sur home.arcor.de (consulté le 18 juillet 2025)